# Euphylax dovii
Euphylax dovii är en kräftdjursart som beskrevs av William Stimpson 1860. Euphylax dovii ingår i släktet Euphylax och familjen simkrabbor. Inga underarter finns listade i Catalogue of Life.